# Drunella
Drunella je rod hmyzu z čeledi Ephemerellidae. Do tohoto rodu se řadí dvacet pět druhů jepic. Jako první tento rod popsal Needham v roce 1905.

## Seznam druhů
Do tohoto rodu se řadí 25 druhů:
- Drunela aculea (Allen, 1971)
- Drunella allegheniensis (Traver, 1934)
- Drunella basalis (Imanishi, 1937)
- Drunella coloradensis (Dodds, 1923)
- Drunella cornuta (Morgan, 1911)
- Drunella cornutella (McDunnough, 1931)
- Drunella cryptomeria (Imanishi, 1937)
- Drunella doddsii (Needham, 1927)
- Drunella flavilinea (McDunnough, 1926)
- Drunella grandis (Eaton, 1884)
- Drunella ishiyamana (Matsumura, 1931)
- Drunella kohnoi (Allen, 1971)
- Drunella lata (Morgan, 1911)
- Drunella lepnevae (Tshemova, 1949)
- Drunella paradinasi (Tánago a Jalón, 1983)
- Drunella pelosa (Mayo, 1951)
- Drunella sachalinensis (Matsumura, 1931
- Drunella solida (Bajkova, 1980)
- Drunella spinifera (Needham, 1927)
- Drunella submontana (Brodsky, 1930)
- Drunella triacantha (Tshemova, 1949)
- Drunella trispina (Uéno, 1928)
- Drunella tuberculata (Morgan, 1911)
- Drunella walkeri (Eaton, 1884)

## Fotogalerie

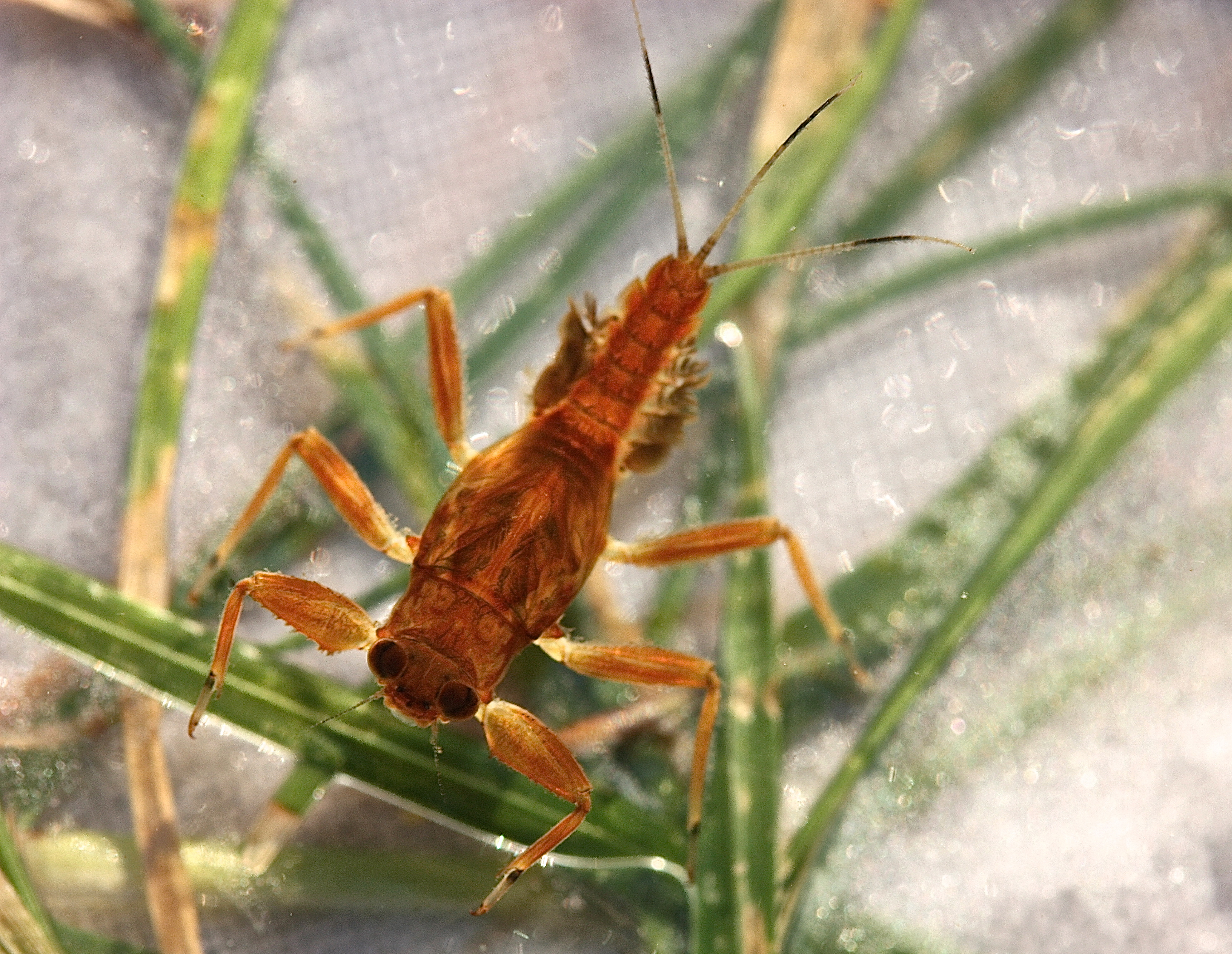
Nymfa Drunella coloradensis
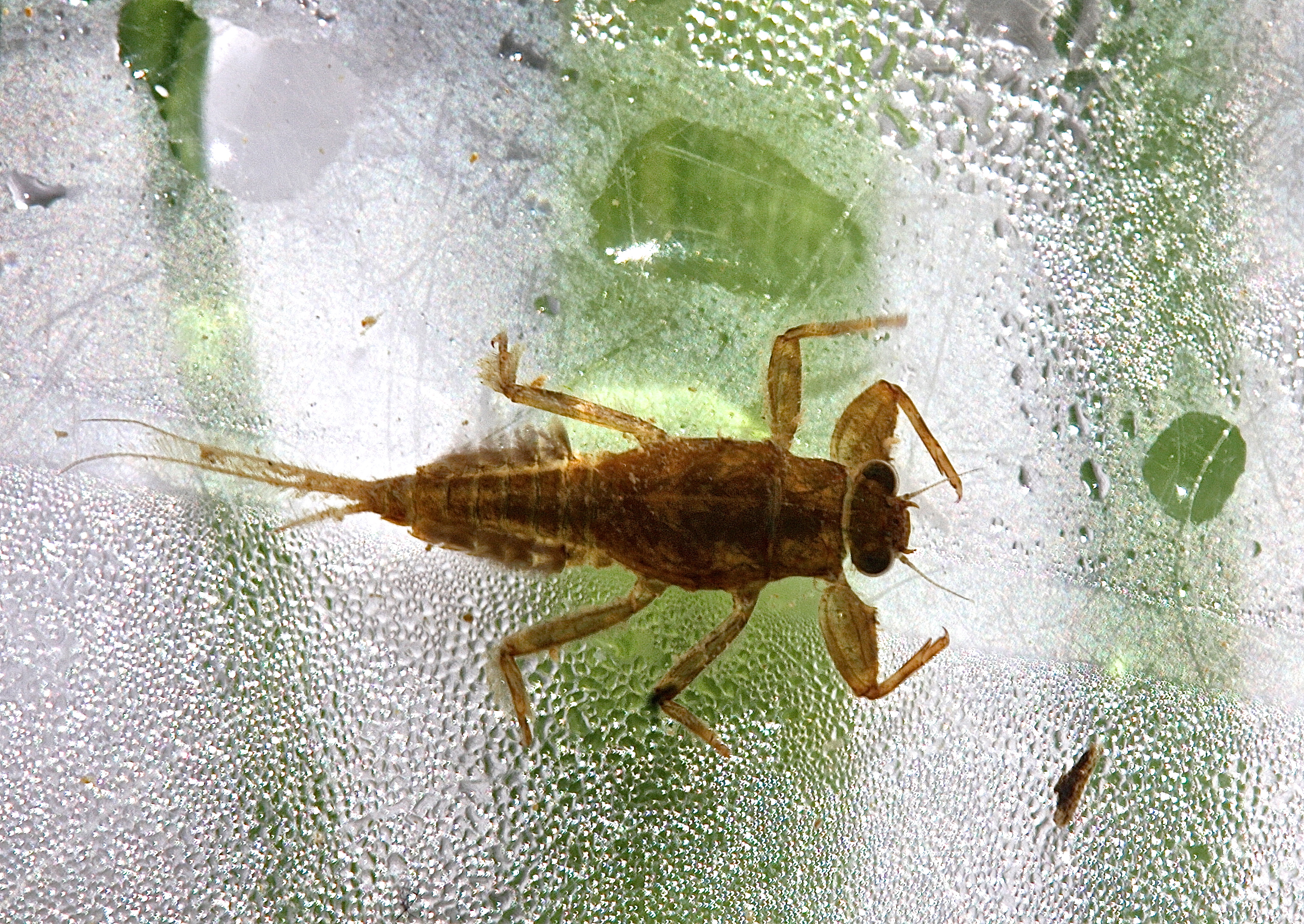
Nymfa Drunella cornutella
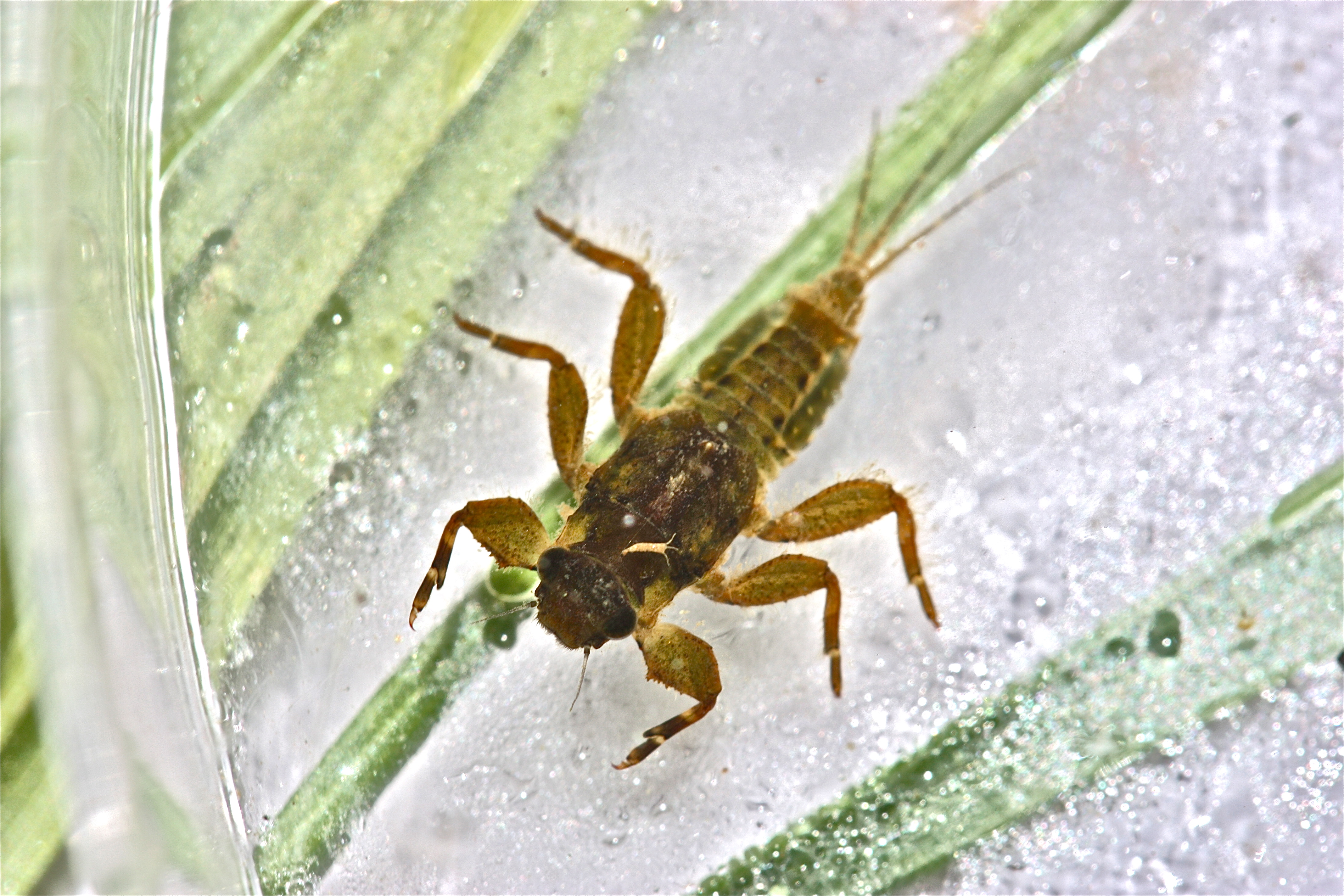
Nymfa Drunella tuberculata
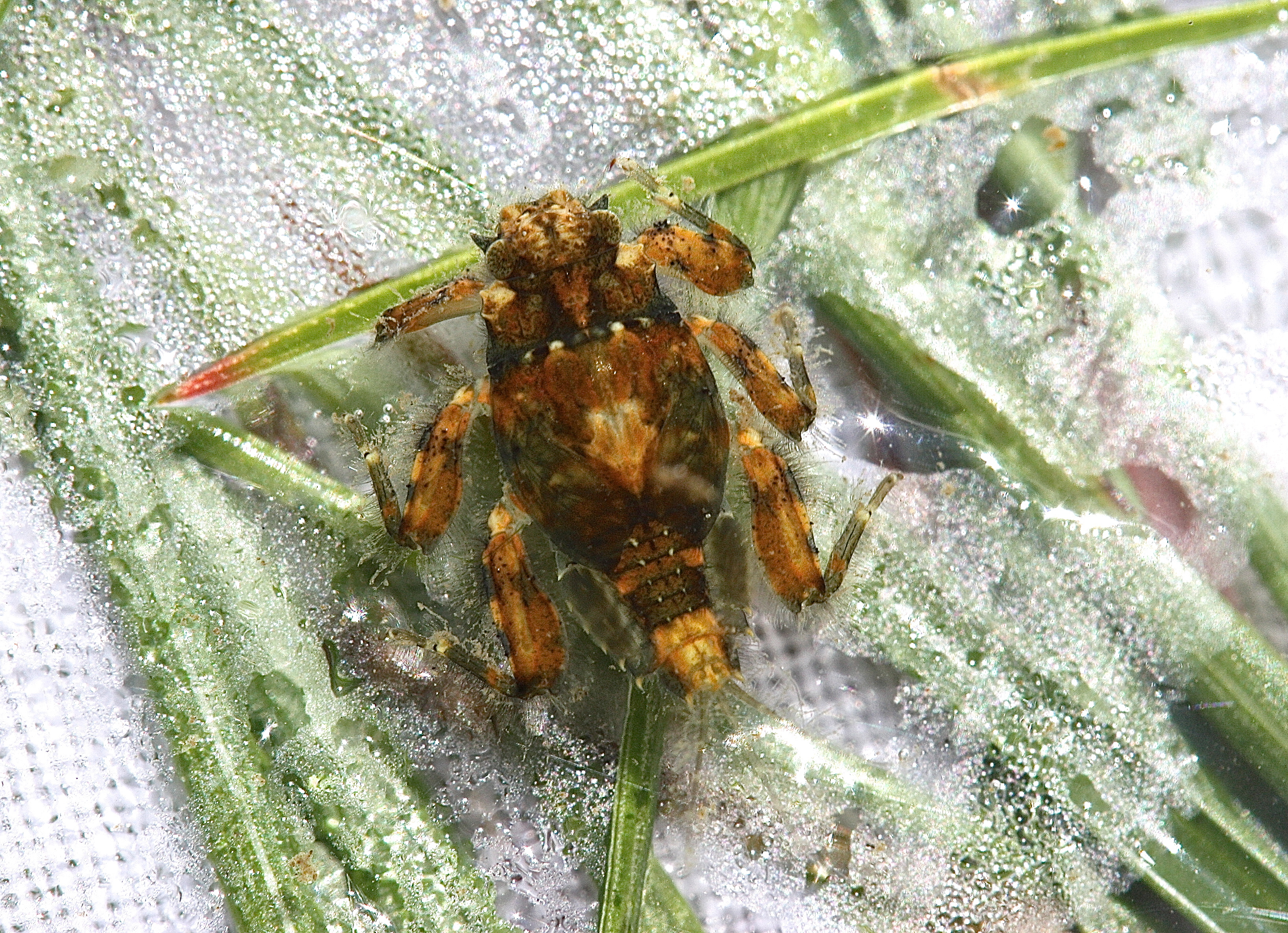
Nymfa Drunella walkeri